# Incompetencia de origen
La noción de la incompetencia de origen se discutió en la Suprema Corte de Justicia de México en la segunda mitad del siglo XIX, y hace referencia a la legitimidad de autoridades locales, presidentes municipales, magistrados y gobernadores, y el problema que implicaba el que éstas autoridades hayan llegado a sus puestos cometiendo infracciones a las normas que regulan la designación de cargos públicos. La incompetencia de origen sostiene que si hubo alguna falta o ilegalidad en la manera en la que una autoridad fue elegida, integrada o designada, esa autoridad no es legítima y, por lo tanto, cualquier acción que haya efectuado carece de validez.
Formaron parte de la discusión de la Corte, tanto el tema de la incompetencia de origen como el de las facultades que puede tener la misma Corte para decidir sobre la legitimidad de una autoridad, especialmente por medio de una sentencia de amparo.

## Doctrina
La tesis de "incompetencia de origen" consiste en la afirmación de que una autoridad que ocupa algún cargo público, sin respetar las formalidades o el procedimiento requerido jurídicamente, se encontrará perpetuamente viciado en su actuar subsecuente. Es decir, al ser ilegítima por violentar las normas que le atribuyen inicialmente el carácter de autoridad, será incompetente siempre que se ostente como tal.
Los defensores de la doctrina de la incompetencia de origen, dentro de los cuales se encontraba el ministro José María Iglesias, se fundamentaban en el artículo 16 de la Constitución de 1857, mismo que dice lo siguiente:

16. Nadie puede ser molestado en su persona, familia, domicilio, papeles y posesiones, sino en virtud de mandamiento escrito de la autoridad competente, que funde y motive la causa legal del procedimiento. En el caso de delito infraganti, toda persona puede aprehender al delincuente y á sus cómplices, poniéndolos sin demora á disposición de la autoridad inmediata.

Para que una persona pueda ser molestada o afectada por una autoridad esta debe de ser legítima, si no lo es, carece de competencia, y, debido a que los procedimientos electorales están establecidos en la Constitución, el incumplir con estos llevaría al país a la anarquía. Cuando se habla de autoridad competente, se está también hablando de legitimidad, Iglesias dice que al preguntarnos por la competencia de una autoridad, estamos ya implicando que éste fue obtenido de manera legítima. 
Y, de acuerdo con Iglesias, "por más que un estado sea soberano, si su Legislatura, regida en colegio electoral, hacen declaraciones que estén en pugna abierta con los preceptos de la Constitución particular del estado, tales declaraciones no son válidas…".

## Amparo Morelos
El debate sobre la incompetencia de origen surge principalmente debido al llamado amparo "Morelos".
El amparo "Morelos" fue presentado por algunos hacendados del Estado de Morelos que buscaban protegerse en contra de la Ley de Hacienda promulgada en Morelos el 12 de octubre de 1873, fundamentándose en que tanto la Legislatura Estatal como el Gobernador del Estado, el General Francisco Leyva eran autoridades ilegítimas debido a que el diputado Vicente Llamas fue elegido diputado cuando era jefe político de uno de los distritos y a que el general Leyva fue reelecto Gobernador del Estado a pesar de que la Constitución de Morelos expresamente prohibía esta reelección. Así, la autoridad de las figuras mencionadas era ilegítima y, por lo tanto, las leyes y acciones que tomaron mientras ostentaban éstos títulos, también lo eran. 
La Suprema Corte de Justicia, en una sentencia dictada el 11 de abril de 1874, decide en favor de los hacendados, estableciendo que dado que se trataba de una autoridad incompetente, todos los actos llevados a cabo que ocupaban algún cargo público sin haberlo obtenido por los procedimientos establecidos eran también ilegítimos, incluyendo la Ley de Hacienda del 12 de octubre de 1873.

## Debate y Absolución
Como consecuencia de lo decidido en el Amparo “Morelos”, surge un importante debate en la Suprema Corte de Justicia, debido a que algunos ministros, dentro de los cuales se encontraban José María del Castillo Velasco y Ignacio Luis Vallarta, no están de acuerdo con la Incompetencia de Origen y creen que al decidir en el sentido en que lo hicieron, la corte se había excedido en sus facultades. 
Los argumentos más fuertes sostenían que la atribución de la Corte de poder decidir sobre la legitimidad de ciertas autoridades, si era llevada a un extremo llevaría a que esta revisara cualquier tipo de elecciones. 
Dentro de las declaraciones de Castillo Velasco se encontraban las siguientes:

Lo único que resulta en éste género de cuestiones es el más completo trastorno en el Estado: Un caos verdadero y tal vez hasta la perturbación del orden público [...] la Constitución no estableció el recurso de amparo para los casos en que haya violación de los derechos políticos, sino para los casos en que haya violación de garantías individuales.

Las discusiones y problemas prácticos continuaron a lo largo de 1874 y, Ignacio Luis Vallarta, cuando asume la presidencia de la Corte en mayo del 1878, lucha por suprimir la Incompetencia de origen, cosa que logra con una sentencia dictada el 6 de agosto de 1881 en el Amparo “Dondé”, estableciendo así que la Suprema Corte de Justicia no puede meterse en la legitimidad de las autoridades de cualquiera de los tres poderes.